# 曲塔峰
46°54′13.4″N 10°20′36.2″E / 46.903722°N 10.343389°E

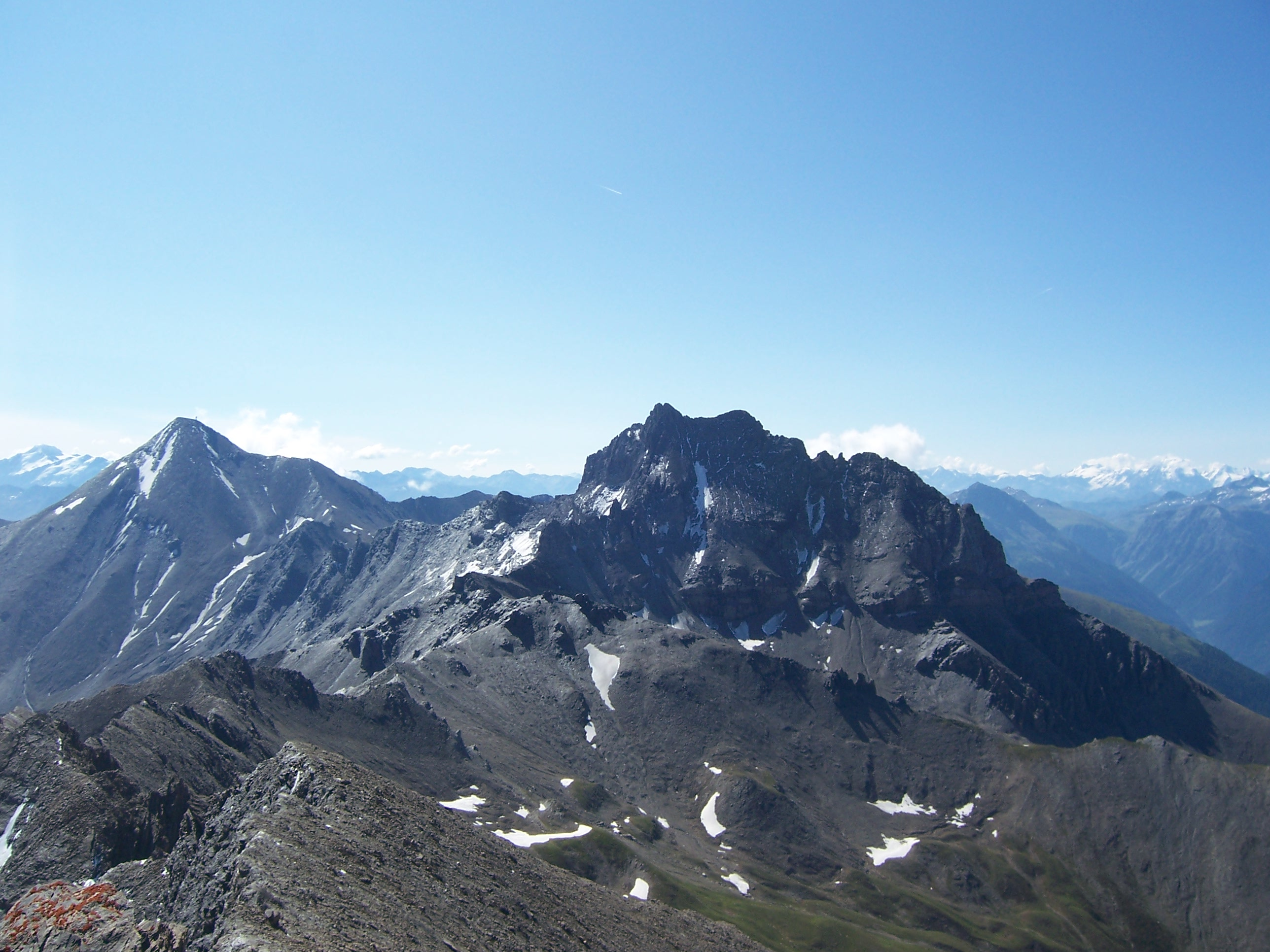

曲塔峰（Stammerspitz），是瑞士的山峰，位於該國東部，由格勞賓登州負責管轄，屬於薩姆瑙恩阿爾卑斯山脈的一部分，海拔高度3,254米，人類首次在1884年8月16日登頂。